# Efraín Amezcua
Efraín Amezcua fue un futbolista mexicano. Amezcua participó en la Copa Mundial de Fútbol de 1930. Vistió la camiseta del Club de Fútbol Atlante.

## Participaciones en Copas del Mundo
| Mundial                        | Sede    | Resultado    |
| ------------------------------ | ------- | ------------ |
| Copa Mundial de Fútbol de 1930 | Uruguay | Primera Fase |